# 基納省
基納省（阿拉伯语：محافظة قنا），是埃及二十九省之一，位于埃及南部，首府为基納。尼羅河貫穿本省。面积1,796平方公里，人口1,092,316人（2006年统计）。2009年12月7日，盧克索省自本省分出。

## 外部連結
- 官方網頁